# Carabassera d'esponja

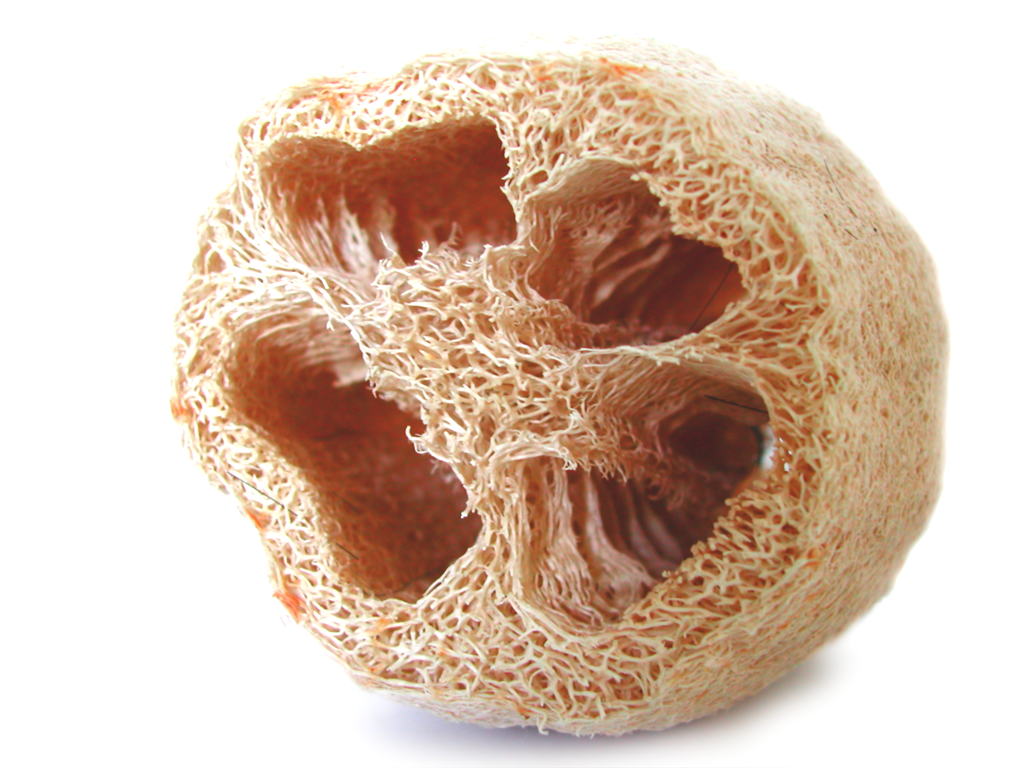
La textura d'aquesta esponja serveix per netejar la pell.

La carabassera d'esponja (Luffa aegyptiaca) abans es deia Luffa cylindrica, és una espècie de planta del gènere Luffa que es cultiva pel seu fruit que és una esponja vegetal de bany. El fruit sembla un cogombre i quan encara és jove és comestible, però per a fer esponges es fan servir els fruits completament madurs. És una espècie nativa del nord d'Àfrica però es troba en molts llocs de clima tropical. També es cultiva com planta ornamental.